# 韩丽妃
康惠莊淑麗妃（1390年代—1424年8月12日），韓氏，名失考，朝鮮族，本貫清州韓氏，中國古代明朝妃嫔，出身于朝鲜王朝。永乐年间由朝鮮王朝进贡给明成祖为妃。获封丽妃，又稱「韓麗妃」。谥号康惠莊淑。
父韩永矴，她的侄女（弟韓確之女）是朝鮮德宗之王妃昭惠王后（仁粹大妃），妹妹韓桂蘭是明宣宗的女官，封恭慎夫人。
永乐十五年（1417年）八月，明成祖派宦官黄俨、海寿等人到朝鲜选贡女。朝鲜方面提前得知消息，已选好“黄氏、韩氏等十余于勤政殿，令两使臣择之”，报言“黄氏容貌美丽，故副令河信之女；韩氏婵娟，故知淳昌郡知事永矴之女”。黄氏时年十七（虚岁）。韩氏的年龄却没有详细记载。当时，朝鲜方面选择贡女年龄在十七至十三岁之间。亦有十八岁的实例:17—18，20。韩氏、黄氏在兄长陪同，另各自有六名侍女、两名火者（阉人），随同黄俨前往京师。时“路旁观者，莫不垂涕”:61。
来到明朝后，朱棣得知和韩丽妃一起被选送来的美女黄氏并非处女并曾经堕胎，严加审问，黄氏招供曾与姊夫金德章、隣人皂隷等私通。朱棣迁怒于朝鲜，韩丽妃为朝鲜国王求情。朱棣又命韩丽妃责罚黄氏，韩丽妃遂抽打黄氏的面颊。但此后黄氏依然被留在明朝皇宫。永乐十九年（1421年），后宫爆出牵涉多名妃嫔宫女的风化案鱼吕之乱，韩丽妃受到牵连，曾被关进冷宫并断绝饮食多日。守门太监可怜她，偷偷送来食物，她才没有被饿死。韩丽妃的婢女们都被杀害。乳母金黑亦下狱。
永乐二十二年（1424年）七月十八日，明成祖去世。明初制度，皇帝去世以妃嫔殉葬，此次共殉葬30多人，韩丽妃也被列入殉葬之列。临殉葬前，韩丽妃跪地苦求新皇帝明仁宗放她回朝鲜赡养老母，但不获准，最终惨遭吊死殉葬。同年十月十七日，朝鲜世宗在便殿宴慰赴京皇親任添年（任顺妃父）、韓確（韩丽妃弟）、崔得霏（崔美人父）等人。明朝使臣言：「前後選獻韓氏等女，皆殉大行皇帝[明成祖]。」《朝鮮王朝實錄》又记韩丽妃谥号为“康惠莊淑”。

## 衍生形象

### 電視劇
| 年份 | 劇名     | 演員 | 剧中称谓 |
| ---- | -------- | ---- | -------- |
| 2022 | 《尚食》 | 鄧莎 | 韓莊妃   |